# Гетерофонія
Гетерофо́нія (грец. [`ετερός], «гетеро-», інший і грец. [φωνή], звук) — склад багатоголосся; сутність гетерофонії зводиться до того, що при виконанні однієї і тієї ж мелодії кількома голосами або інструментами в одному або декількох голосах час від часу виникає відгалуження від основного наспіву. Ці відгалуження можуть визначатися особливостями технічних можливостей голосів та інструментів, але також можуть бути безпосереднім проявом музичної творчості. Зазвичай реалізація гетерофонії являє собою сплав індивідуальної творчості виконавців та елементів, закріплених традицією. 
Гетерофонія зрідка зустрічається в західноєвропейській музиці епохи Середньовіччя, в традиційній музиці культур Африки, Індії, Індонезії, Океанії, Шрі-Ланки та ін країн, а також слов'янських народів. У музиці Індії та Індонезії гетерофонія виникає при варіюванні мелодії кожним інструментом згідно з його технікою і виразними можливостями (наприклад, музика для гамелану). У російській народній музиці гетерофонія нерідко поєднується з прийомами поліфонічної техніки.
Теоретично гетерофонію можна розглядати як зміну і розвиток гомофонії в давньогрецькому сенсі (тобто голосоведения в унісон або в октаву), але в історичному сенсі це навряд чи справедливо, тому що найімовірніше, що гетерофонія сходить до більш архаїчних типів, пов'язаних з природною мовною інтонацією і природними особливостями людського голосу та музичних інструментів.